# Satrapie

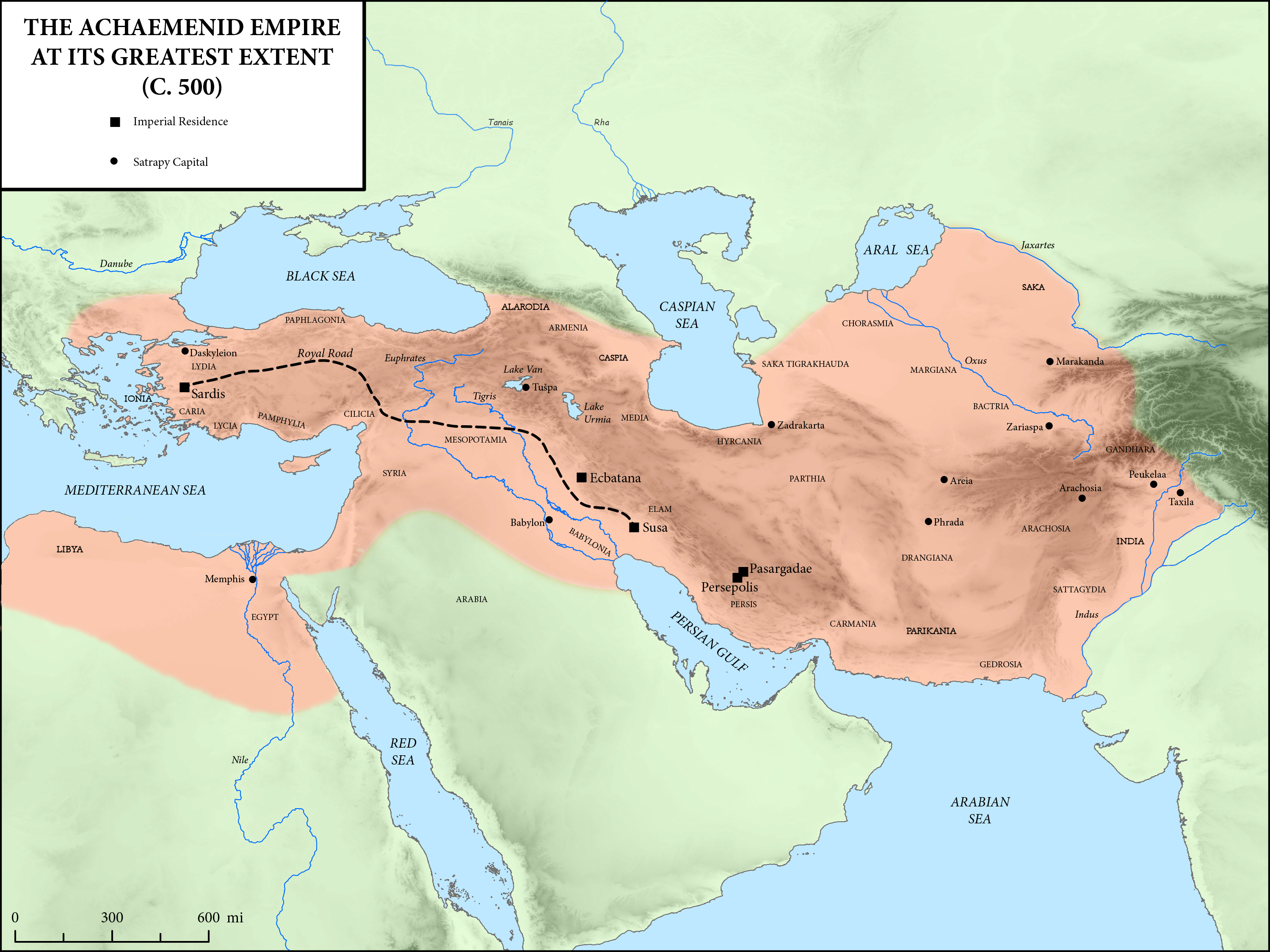
Achaimenovská říše ve svém největším rozsahu podle Oxfordského atlasu světových dějin 2002.

Satrapie je název základní administrativní jednotky v perské říši Achaimenovců (550 – 330 př. n. l.), v říši Alexandra Velikého a říši Seleukovců (312 – cca 140, resp. 64 př. n. l.). V jejím čele stál satrapa, staropersky chšaçapávan (ochránce země), odpovědný za správu a finančnictví v daném obvodu. Satrapie existovaly i v pozdějších dobách, za parthských Arsakovců (247 př. n. l. – 224 n. l.) i perských Sásánovců (224 – 651 n. l.), tehdy však nešlo o jedinou administrativní jednotku ve státě (byla zde i řada vazalských království, seskupených hlavně v periferních oblastech).
Protože systém satrapií se zformoval v achaimenovské době – Alexandr Veliký a Seleukovci ho víceméně jen převzali – je třeba ho přiblížit právě na příkladu staré perské říše.

## Systém satrapií za Achaimenovců
Názory odborníků na dobu vzniku achaimenovské správní struktury se značně rozcházejí. Někteří badatelé věří Hérodotovu výkladu, že satrapie vytvořil třetí achaimenovský král Dareios I., jiní soudí, že musely existovat již mnohem dříve, snad už za časů zakladatele perské říše Kýra Velikého (559 – 530 př. n. l.). Předmětem debat je i jejich počet a rozloha, protože detailní popis členění říše se dochoval až z dob makedonské nadvlády po roce 330 př. n. l.
Pokud jde o počet satrapií, lze na základě posledních poznatků konstatovat, že od 5. století př. n. l. existovalo v perské říši pravděpodobně 24 tzv. hlavních satrapií:
1. Lýdie (persky Sparda), správní středisko: Sardy
2. Kappadokie (Katpatuka)
3. Babylonie (Bábiruš), správní středisko: Babylon
4. Asýrie (Athurá)
5. Egypt (Mudrája), správní středisko: Memfis (v letech 404/401 – 342 satrapie nezávislá)
6. Libye (Putája) (v letech 404/401 – 342 pod kontrolou Egypta)
7. Médie (Máda), správní středisko: Ektabany
8. Arménie (Armina)
9. Parthie (Parthava)
10. Chorazmie (Uvárazmiš)
11. Persis (Pársa), správní středisko: (patrně) Pasargady
12. Elam (Uvdža)
13. Baktrie (Báchtriš), správní středisko: Baktra
14. Sogdie (Suguda)
15. Gandhára (Gandára)
16. Arie (Haraiva)
17. Dahá (území Dahů), polonezávislé teritorium
18. Saká tigrakaudá (území Massagetů), polonezávislé teritorium
19. Saká haumavargá (území Amyrgiů), polonezávislé teritorium
20. Arachosie (Harauvatiš), správní středisko: Arachoti (pozdější Alexandropolis)
21. Drangiana (Zranka)
22. Satagydie (Thataguš)
23. Indie (Hinduš)
24. Gedrosie (Maka)

Z hlavních satrapií mělo největší význam oněch sedm, u nichž je uvedeno správní středisko – tj. Lýdie, Babylonie, Egypt, Médie, Persis, Baktrie a Arachosie. Všechny byly obsazovány výlučně Íránci (vždy přímo králem) a ve všech úřadovaly osoby nějak svázané s achaimenovským rodem (princové, manželé princezen, potomci Dareiových pomocníků v boji s uchvatitelem Gaumátou atd.). Význam těchto satrapií souvisel hlavně s tím, že šlo o bývalá centra monarchií, z nichž byla perská říše „poskládána“: lýdské říše, novobabylonské říše, Egypta, médské říše, Persidy jako kolébky dynastie, bakterské (kajanovské) říše a sámanské říše. Někdy se o nich hovoří jako o velkých satrapiích, protože jejich představitelé měli vliv i na sousední hlavní satrapie a do určité míry je kontrolovali (satrapa Lýdie Kappadokii, satrapa Babylonie Asýrii, satrapa Egypta Libyi atd.).
Téměř každá hlavní satrapie sestávala z většího či menšího počtu malých satrapií. Dobrým příkladem je v tomto ohledu Lýdie, tvořená vlastní Lýdií, Frýgií u Hellespontu, Kárií a Velkou Frýgií. Malé satrapie byly v pozdějších dobách často dědičné, na rozdíl od výše zmíněných satrapií velkých a z valné části i ostatních satrapií hlavních (tam však někdy zastával úřad satrapy lokální král). Existence řady malých satrapií je sporná, protože dobová terminologie je nejednotná a dvojznačná.